# Plektin

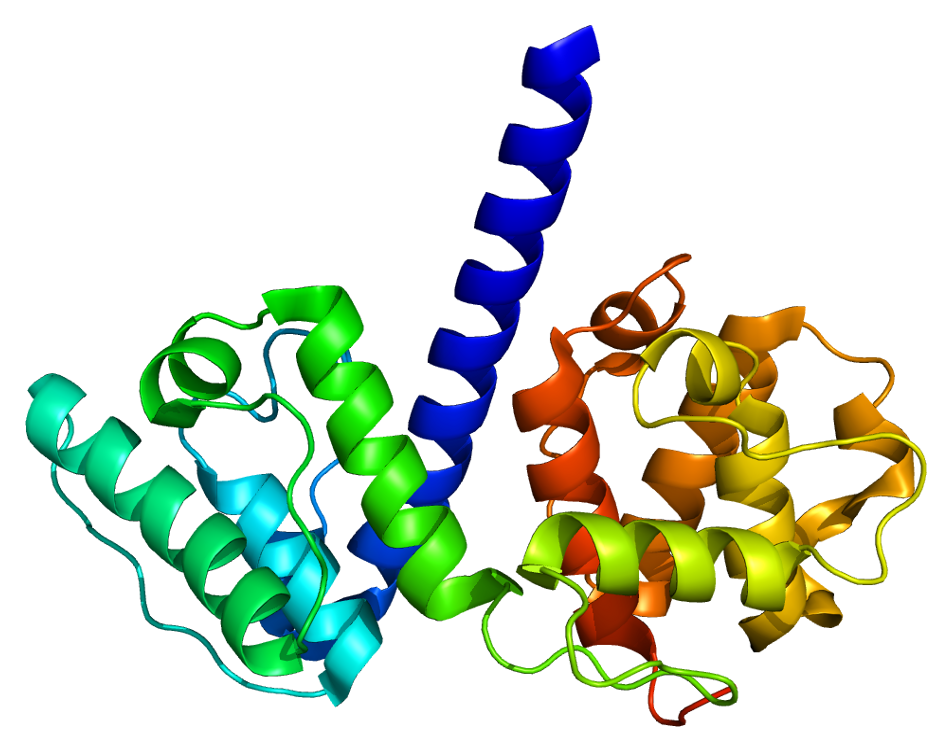
PLEC1 plektin

Plektin je obrovský protein o velikosti 500 kDa, který se váže na intermediární filamenta v buňkách a zprostředkovává jejich vazbu na řadu dalších buněčných struktur (tzv. cross-linkování). Je schopen propojovat tato filamenta s mikrotubuly, s mikrofilamenty či s myosinem a dále kotví intermediární filamenta k plazmatické a jaderné membráně Na cytoplazmatické membráně se obvykle asociuje s buněčnými spoji, tzv. hemidezmozomy. Vyskytuje se téměř ve všech tělních buňkách (např. v pokožce či ve svalech), nicméně chybí v neuronech.
Plektin se váže na intermediární filamenta tvořená např. laminem B nebo vimentinem. Vazbu plektinu je schopna regulovat např. proteinkináza A (PKA) či proteinkináza C (PKC).

## Onemocnění
Mutace v plektinu jsou spojovány s celou řadou vážných onemocnění, zejména autoimunní pemfigus a dále skupina geneticky podmíněných onemocnění spojených s porušením intermediárních filament. Tato nemoc kombinuje příznaky poruchy keratinových filament v pokožce (tzv. epidermolysis bullosa), desminových filament ve svalech (svalová dystrofie) a neurofilament v nervové tkáni (neurodegenerace). Myši s nefunčním genem pro plektin umírají několik dní po narození, neboť jejich cytoskelet není schopen odolat mechanickému tlaku, jenž je běžný ve vnějším prostředí.